# Comité Europeo de las Regiones
El Comité Europeo de las Regiones (CDR) o simplemente Comité de las Regiones, es la asamblea consultiva que reúne a los representantes locales y regionales de la Unión Europea, dando voz directa a los entes subnacionales (es decir, las regiones, provincias, municipios y ciudades) dentro del marco institucional de la UE.
Instituido en 1994, el CDR se creó para abordar dos cuestiones fundamentales. En primer lugar, cerca de las tres cuartas partes de la legislación de la UE se aplica a nivel local o regional, por lo que se consideró conveniente que los representantes elegidos a nivel regional y local pudieran pronunciarse sobre las medidas legislativas de la UE. En segundo lugar, la brecha cada vez más profunda entre los ciudadanos y el proceso de integración europea era motivo de preocupación; a este respecto, la participación de los niveles de gobierno más cercanos a los ciudadanos era una forma de reducir esa distancia.

## Historia
Dentro de la Unión Europea, los entes locales y regionales han ejercido presión para aumentar su participación en los asuntos de la UE. Esto dio lugar a la creación, en el Tratado de Maastricht, del Comité de las Regiones Europeo, y también a establecer disposiciones para que los Estados miembros estén representados en el Consejo de la UE por ministros de sus gobiernos regionales.

## Principios
La labor del Comité se rige por tres principios fundamentales:
1. Subsidiariedad: Este principio, inscrito en los Tratados al mismo tiempo en que se creó el CDR, significa que en la Unión Europea las decisiones deben tomarse en el nivel práctico más próximo al ciudadano. Por tanto, la Unión Europea no debe asumir tareas que corresponderían mejor a las administraciones nacionales, regionales o locales.
2. Proximidad: Todos los niveles de gobierno deben aspirar a estar «próximos a los ciudadanos», especialmente organizando su trabajo de modo transparente, a fin de que los ciudadanos sepan quién es el responsable y puedan hacer oír sus opiniones.
3. Asociación: Una correcta gobernanza europea significa que los niveles europeo, nacional, regional y municipal cooperan; los cuatro niveles son imprescindibles y deben participar a lo largo del proceso decisorio gracias a un enfoque de «gobernanza multinivel».

## Competencias
Los Tratados obligan a la Comisión Europea y al Consejo de la Unión Europea a consultar al Comité de las Regiones cuando se formulan nuevas propuestas en los ámbitos que tienen repercusiones a nivel regional o local [véase sección "Comisiones del CDR"]. Además de estos ámbitos, la Comisión, el Consejo y el Parlamento Europeo tienen la opción de consultar al CDR sobre otras cuestiones si consideran que una propuesta tiene importantes repercusiones regionales o locales. El CDR puede también elaborar dictámenes por iniciativa propia, lo que le permite plantear cuestiones para que se inscriban en la agenda de la UE.
El CDR ha adquirido el derecho (estatuto privilegiado) de interponer recurso ante el Tribunal de Justicia de la Unión Europea, tras la entrada en vigor del Tratado de Lisboa, ratificado por todos los Estados miembros de la UE (artículo 8 del Protocolo n.º 2 sobre la aplicación de los principios de subsidiariedad y proporcionalidad).

## Composición
El CDR tiene 329 miembros titulares, y el mismo número de suplentes, y el número de miembros de cada país de la UE refleja aproximadamente el tamaño de su población. El número de miembros por país es el siguiente: 
| Estado       | Miembros | Estado     | Miembros | Estado          | Miembros |
| ------------ | -------- | ---------- | -------- | --------------- | -------- |
| Alemania     | 24       | Bélgica    | 12       | Irlanda         | 9        |
| Hungría      | 12       | Croacia    | 9        | República Checa | 12       |
| Francia      | 24       | Portugal   | 12       | Lituania        | 9        |
| Italia       | 24       | Suecia     | 12       | Letonia         | 7        |
| España       | 21       | Bulgaria   | 12       | Eslovenia       | 7        |
| Polonia      | 21       | Austria    | 12       | Estonia         | 7        |
| Rumanía      | 15       | Eslovaquia | 9        | Chipre          | 6        |
| Países Bajos | 12       | Dinamarca  | 9        | Luxemburgo      | 6        |
| Grecia       | 12       | Finlandia  | 9        | Malta           | 5        |
| TOTAL        | TOTAL    | TOTAL      | TOTAL    | TOTAL           | 329      |

## Estructura interna

### Mesa
La Mesa es el órgano rector del CDR. Está compuesta por 63 miembros: el presidente, el vicepresidente primero, 27 vicepresidentes (uno por Estado miembro), los presidentes de los grupos políticos del CDR y otros 27 miembros de las delegaciones nacionales, lo que permite reflejar los equilibrios nacionales y políticos en el CDR. Se reúne, por lo general, siete u ocho veces al año, elabora el programa político del CDR y da instrucciones a la administración sobre la aplicación de las decisiones que haya tomado.

#### Presidente
Elegido en sesión plenaria por un periodo de dos años y medio, el presidente dirige los trabajos del CDR, preside los plenos y representa oficialmente al CDR. Kata Tüttő (Hungría / Partido de los Socialistas Europeos), miembro de la Asamblea de Budapest-Capital, fue elegida presidenta en febrero de 2025.

#### Lista de presidentes del Comité de las Regiones
| Presidente del CDR                                       | Presidencia          | Nacionalidad | Grupo político europeo | Grupo político europeo              |
| -------------------------------------------------------- | -------------------- | ------------ | ---------------------- | ----------------------------------- |
| Kata Tüttő Budapest                                      | 2025–actualidad      | Hungría      |                        | Partido de los Socialistas Europeos |
| Vasco Cordeiro Azores                                    | 2022–2025            | Portugal     |                        | Partido de los Socialistas Europeos |
| Apostolos Tzitzikostas Macedonia Central                 | 2020–2022            | Grecia       |                        | Partido Popular Europeo             |
| Karl-Heinz Lambertz Comunidad Germanófona de Bélgica     | 2017–2020            | Bélgica      |                        | Partido de los Socialistas Europeos |
| Markku Markkula Espoo                                    | 2015–2017            | Finlandia    |                        | Partido Popular Europeo             |
| Michel Lebrun Valonia                                    | 2014–2015 (interino) | Bélgica      |                        | Partido Popular Europeo             |
| Ramón Luis Valcárcel Siso Región de Murcia               | 2012–2014            | España       |                        | Partido Popular Europeo             |
| Mercedes Bresso Piamonte                                 | 2010–2012            | Italia       |                        | Partido de los Socialistas Europeos |
| Luc Van den Brande Flandes                               | 2008–2010            | Bélgica      |                        | Partido Popular Europeo             |
| Michel Delebarre Dunkerque (Norte-Paso de Calais)        | 2006–2008            | Francia      |                        | Partido de los Socialistas Europeos |
| Peter Straub Baden-Wurtemberg                            | 2004–2006            | Alemania     |                        | Partido Popular Europeo             |
| Sir Albert Bore Birmingham (Tierras Medias Occidentales) | 2002–2004            | Reino Unido  |                        | Partido de los Socialistas Europeos |
| Jos Chabert Región de Bruselas-Capital                   | 2000–2002            | Bélgica      |                        | Partido Popular Europeo             |
| Manfred Dammeyer Renania del Norte-Westfalia             | 1998–2000            | Alemania     |                        | Partido de los Socialistas Europeos |
| Pasqual Maragall i Mira Barcelona (Cataluña)             | 1996–1998            | España       |                        | Partido de los Socialistas Europeos |
| Jacques Blanc Languedoc-Rosellón                         | 1994–1996            | Francia      |                        | Partido Popular Europeo             |

#### Vicepresidente primero
El vicepresidente primero también es elegido por la Asamblea para un periodo de dos años y medio y representa al presidente en su ausencia. Juanma Moreno (España / Partido Popular Europeo), presidente de la Junta de Andalucía, fue elegido vicepresidente primero el 19 de febrero de 2025.

### Pleno
Los miembros del CDR se reúnen en pleno seis veces al año, en Bruselas, para examinar y aprobar dictámenes, informes y resoluciones.

#### Grupos políticos
En el CDR están representados cinco grupos políticos: Partido Popular Europeo (PPE), Conservadores y Reformistas Europeos (CRE), Partido de los Socialistas Europeos (PSE), Alianza de los Liberales y Demócratas por Europa (ALDE) y Alianza Europea (AE). Los miembros de cada grupo político se reúnen antes de las principales reuniones para adoptar posiciones comunes. 

### Comisiones del CDR
El CDR organiza su trabajo por medio de comisiones internas, que están especializadas por ámbitos temáticos: 
- CIVEX: ciudadanía, gobernanza, asuntos institucionales y exteriores;
- COTER: política de cohesión territorial y presupuesto de la UE;
- ECON: política económica;
- ENVE: medio ambiente, cambio climático y energía;
- NAT: recursos naturales, incluida la agricultura;
- SEDEC: política social, educación, empleo y cultura.

Las comisiones elaboran proyectos de dictamen y organizan conferencias y seminarios sobre temas que corresponden a sus ámbitos de competencia. Cada comisión tiene aproximadamente cien miembros (cada miembro puede formar parte de dos comisiones) y cuenta con la asistencia de una secretaría. También se ha establecido una comisión especial, la Comisión de Asuntos Financieros y Administrativos (CAFA), encargada de asistir a la Mesa del CDR.

### Conferencia de presidentes
El presidente del CDR, el vicepresidente primero, los presidentes de los grupos políticos y el secretario general se reúnen antes de cada pleno y de otras reuniones importantes en una Conferencia de Presidentes con el fin de llegar a un consenso político sobre cuestiones clave.

### Delegaciones nacionales
El CDR también cuenta con delegaciones de cada país. Los miembros se reúnen en sus delegaciones nacionales, antes de los plenos y de otros actos, para debatir sobre posiciones comunes. 

### Secretaría General
La Secretaría General está compuesta por cinco direcciones: Miembros y Plenos, Trabajos Legislativos 1, Trabajos Legislativos 2, Comunicación, Recursos Humanos y Finanzas. Las Direcciones de Logística y Traducción se gestionan en común con el Comité Económico y Social Europeo.

#### Secretario general
El secretario general es nombrado por la Mesa para un período de cinco años. Dirige la administración del CDR y no puede ser titular de ningún mandato político. Su papel consiste en garantizar la aplicación de las decisiones tomadas por el presidente y por la Mesa y el buen funcionamiento de la administración. Jiří Buriánek es el actual secretario general del CDR desde el 1 de septiembre de 2014.

## Trabajos

### Dictámenes
La Comisión Europea, el Consejo y el Parlamento Europeo consultan al CDR cuando elaboran textos legislativos (directivas, reglamentos, etc.) relativos a diversos ámbitos de interés de los entes regionales y locales. Los proyectos de texto se presentan a la comisión pertinente del CDR. A continuación, se designa un ponente para la elaboración del dictamen del Comité. Su proyecto de dictamen debe ser aprobado en la comisión pertinente del CDR antes de someterse a debate en el pleno. Una vez aprobado en el pleno, el dictamen final se envía a todas las instituciones europeas y se publica en el Diario Oficial de la Unión Europea.

### Resoluciones
Las resoluciones permiten al Comité expresar su opinión sobre un tema importante y de actualidad. Los grupos políticos del CDR o 32 miembros pueden elaborar resoluciones.

### Estudios y otras publicaciones
El CDR realiza estudios sobre distintos aspectos de la dimensión regional y local de la UE (educación, transportes, asuntos sociales, ampliación, etc.). Estos documentos se redactan con la ayuda de expertos externos. El CDR también edita publicaciones, tanto para el público en general como para los agentes regionales y locales, que tienen por objeto explicar sus actividades y resumir la actualidad política.

### Actos
El CDR, como lugar de encuentro de las regiones y ciudades, organiza conferencias, seminarios y exposiciones, en cooperación con sus socios regionales y locales y con otras instituciones de la UE. Una vez al año, con motivo de la Semana Europea de las Regiones y Ciudades (OPEN DAYS), el CDR acoge en su sede a miles de personas que participan en animados debates o que buscan socios para colaborar en proyectos conjuntos.

## Fechas clave
- 1992: Tratado de Maastricht. Los dirigentes de la UE deciden crear el Comité de las Regiones (CDR), que adopta la forma de una asamblea consultiva para dar voz a las regiones y ciudades en el proceso decisorio de la UE y constituir un vínculo directo entre Bruselas y los ciudadanos. El Tratado de Maastricht establece la consulta obligatoria de la Comisión Europea y el Consejo de Ministros al CDR sobre cuestiones clave que afectan a las regiones. Los miembros del CDR serán nombrados por los gobiernos de los Estados miembros para cumplir un mandato de cuatro años. El CDR celebra su primer pleno en Bruselas en marzo de 1994.
- 1995: Ampliación de la UE. El número de miembros del CDR aumenta de 189 a 222 tras la adhesión de Austria, Finlandia y Suecia.
- 1997: Tratado de Ámsterdam. Las competencias del CDR se ven ampliadas a alrededor de dos tercios de las propuestas legislativas de la UE. El Tratado también contempla la posibilidad de que el Comité sea consultado por el Parlamento Europeo.
- 2001: Tratado de Niza. Pone de relieve la legitimidad democrática del CDR, exigiendo que sus miembros sean elegidos por sufragio universal o que ostenten responsabilidad política ante una asamblea elegida a nivel regional o local. También establece en 350 el número máximo de miembros.
- 2002-2003: Convención sobre el futuro de la UE. Algunos miembros del CDR participan en la Convención responsable de la redacción de una Constitución de la UE. El texto reconoce explícitamente el papel y los poderes de los entes locales y regionales y, además, confiere al CDR el derecho de interponer recurso ante el Tribunal de Justicia de las Comunidades Europeas contra los actos legislativos de la UE que no se ajusten al principio de subsidiariedad.
- Mayo de 2004: Ampliación de la UE. El número de miembros del CDR aumenta de 222 a 317 tras la adhesión de diez nuevos Estados miembros.
- Febrero de 2006: Nuevo mandato. El CDR comienza su nuevo mandato de cuatro años. Sus prioridades políticas incluyen fortalecer del papel de los entes locales y regionales en consonancia con la Estrategia de Lisboa para el crecimiento y el empleo, reforzar la cohesión y la solidaridad, y encabezar la campaña «Comunicar sobre Europa — Actuar a escala local» para acercar la UE a sus ciudadanos.
- Enero de 2007: Ampliación de la UE. El número de miembros del CDR aumenta de 317 a 344 tras la adhesión de Bulgaria y Rumanía.
- Diciembre de 2009: Tratado de Lisboa. El Tratado de Lisboa confirma el derecho del CDR de interponer recurso ante el Tribunal de Justicia de la Unión Europea para salvaguardar sus prerrogativas y el principio de subsidiariedad, un derecho ya reconocido por la Convención sobre el futuro de la UE. El papel político del CDR se ve reforzado por esta nueva facultad, que le permite actuar con mayor eficacia en la escena de la UE, lo cual redunda en beneficio de los entes locales y regionales. El Tratado de Lisboa también obliga al Parlamento Europeo a consultar al Comité y amplía el mandato de los miembros del CDR de cuatro a cinco años.
- Julio de 2013: Ampliación de la UE. Con la adhesión de Croacia, el número de miembros del CDR aumentó de 344 a 353 (este número descendió posteriormente a 350).

## Funciones
- Representar a las autoridades regionales y locales.

- Expresar a nivel europeo los intereses de las regiones representando las identidades y las prerrogativas regionales y locales.

- Se le consulta sobre asuntos que conciernen al gobierno local y regional (por ejemplo: política regional, medio ambiente, educación y transporte).

- Emitir dictámenes sobre las propuestas de la Comisión.

- Puede adoptar dictámenes por propia iniciativa y presentarlos a la Comisión Europea, al Consejo, y al Parlamento Europeo.

## Sede
Dirección del Comité de las Regiones:
Rue Belliard 101/ Belliardstraat 101
B-1040 Bruxelles/ Brussel